# Joyride (singel Keshy)
„Joyride” – singel amerykańskiej wokalistki Keshy, który promuje jej nadchodzący, szósty album studyjny. Został wydany w Dzień Niepodległości, 4 lipca 2024 roku, nakładem wytwórni Kesha Records i jest pierwszym wydawnictwem artystki, za którego dystrybucję nie odpowiadają studia RCA lub Kemosabe. Autorami nagrania są Kesha, Madison Love i Kevin Hickey, a producentem jest Zhone.

## Recenzje
W omówieniu dla serwisu Vulture Zoe Guy uznała, że „Joyride” to pewny przebój, idealnie „zsynchronizowany” z porą letnio-wakacyjną. Tomás Mier, piszący dla Rolling Stone, był podobnego zdania i docenił kampowość piosenki. Steven J. Horowitz, dziennikarz Variety, napisał, że singel jest idealnie dopasowany na wakacje i przywołuje wspomnienie dawnych elektronicznych hitów Keshy: „Tik Tok” oraz „We R Who We R”.

## Historia wydania
| Region | Data         | Format                      | Wytwórnia     | Źródło |
| ------ | ------------ | --------------------------- | ------------- | ------ |
| Świat  | 4 lipca 2024 | digital download, streaming | Kesha Records | [ 4 ]  |